# Triclema lutzi
Triclema lutzi är en fjärilsart som beskrevs av Holland 1920. Triclema lutzi ingår i släktet Triclema och familjen juvelvingar. Inga underarter finns listade i Catalogue of Life.